# 庞俊旭
庞俊旭（2000年2月15日—）是一名中国职业斯诺克运动员。 庞俊旭生於安徽省亳州市。2008年庞俊旭來到无锡市後，在當地開始打台球。之後又在全国青少年斯诺克公开赛少年组獲得名次。後來庞俊旭成為職業斯諾克選手，參加世界斯诺克巡回赛。 